# لیفشاگرد
لیفشاگرد، روستایی از توابع دهستان تولم بخش تولم شهرستان صومعه‌سرا در استان گیلان ایران است.

## جمعیت
این روستا در بخش تولم قرار دارد و براساس سرشماری مرکز آمار ایران در سال ۱۳۸۵، جمعیت آن ۱٬۳۵۲ نفر (۳۸۵خانوار) بوده‌است.